# Proton Mail
Proton Mail (zapisywane również jako ProtonMail) – szwajcarski serwis webmail oferujący szyfrowane (end-to-end) usługi poczty elektronicznej. Pracownicy serwisu nie mają dostępu do treści wiadomości przesyłanych i odbieranych przez użytkowników Proton Mail, gdyż szyfrowanie odbywa się po stronie klienta. Serwis został utworzony przez trzech pracowników ośrodka naukowo-badawczego CERN: Andy’ego Yena, Jasona Stockmana oraz Wei Suna. Serwis był notowany w rankingu Alexa na miejscu 1852 (maj 2020).
Podstawowe, darmowe konto na Proton Mail ma pojemność 500 MB oraz pozwala wysłać użytkownikowi do 150 wiadomości dziennie, maksymalny rozmiar załącznika wynosi 25 MB. Konto w wersji plus (z opłaconą subskrypcją) zwiększa pojemność skrzynki do 5 GB i pozwala wysłać do 1000 wiadomości dziennie. Użytkownik może także etykietować wiadomości, tworzyć własne filtry i katalogi, wysyłać zaszyfrowane maile do zewnętrznych odbiorców, utworzyć adres z własną domeną czy stworzyć 5 aliasów. Wersja plus zawiera także priorytetowe wsparcie techniczne.
17 marca 2016 roku została wydana aplikacja Proton Mail na urządzenia mobilne z systemem Android oraz iOS, która umożliwia korzystanie z usług serwisu.
20 czerwca 2017 roku twórcy Proton Mail uruchomili usługę ProtonVPN, bezpiecznego klienta VPN. Oprócz darmowej wersji istnieją także 3 jego płatne wersje.
W 2018 roku Proton Mail udostępnił możliwość skrócenia swojego adresu w domenie @protonmail.com lub @protonmail.ch do postaci @pm.me. Odbierać e-maile ze skróconego adresu z własnym loginem można korzystając z opcji bezpłatnej (po aktywacji funkcji w ustawieniach), natomiast wysyłanie ze skróconego adresu wchodzi w skład płatnego pakietu.
Proton Mail oferuje szyfrowanie typu end-to-end, dwuskładnikowe uwierzytelnianie oraz aliasy e-mail. Usługa zezwala na do 100 plików jako załączniki, ale ich łączny rozmiar jest ograniczony do 25 MB na e-maila.